# Orontès IV
Pour les articles homonymes, voir Orontès.
Orontès, ou Ervand IV (en arménien Երվանդ Դ ; mort vers 201 av. J.-C.), est le dernier roi d'Arménie de la dynastie des Orontides.

## Règne
Orontès IV est le dynaste évoqué par Strabon qui précise que l'Arménie avait eu pour dernier satrape perse « Oronte, descendant d'Hydarnès », l'un des « Sept », avant que, toujours selon Strabon, deux des généraux d'Antiochos le Grand, Artaxias et Zariadris, se la partagent vers 190 av. J.-C..
Une inscription en grec découverte en 1927  à Armavir confirme l'existence de ce roi Orontès et de sa fin tragique, et mentionne son frère Mithras « grand-prêtre du temple du soleil et de la lune » à Armavir.
Cyrille Toumanoff estime que Moïse de Khorène se fait l'écho déformé dans son Histoire d'Arménie du règne d'Orontès IV et de son frère. Selon l'historien, ils correspondent au roi « Ervand » et à son frère « Ervaz » dont l'histoire est longuement rapportée par Moïse de Khorène, qui situe cependant ces personnages après le règne  d'un roi « Sanatruk », meurtrier des enfants d'un roi « Abgar » dont il fait abusivement un roi d'Arménie.
L'historien relève comme similitudes que le roi Ervand de Moïse de Khorène est réputé avoir transféré sa capital d'Armavir à Ervandachat alors que le transfert de la capitale orontide d'Armavir à Ervandachat a été confirmé par des découvertes archéologiques, et qu'il est  vaincu et tué par un prétendant nommé « Artachès » qui correspond en fait à l'Artaxias historique. De plus, son frère Ervaz est promu grand-prêtre d'une ville nommée Bagaran dédiée aux idoles païennes Aramazd, Anahit et Vahagn.
En conclusion, Cyrille Toumanoff attribue trois ou quatre fils au roi Arsamès d'Arménie : Xerxès, qui lui succède le premier, ensuite peut-être Abdissarès, seul ou seulement sur la Sophène, et enfin Orontès IV et son frère le grand-prêtre Mithras, qui sont éliminés par l'artaxiade Artaxias Ier, qui leur est peut-être apparenté.